# De herenopstand
Tom Poes en de herenopstand of kortweg De herenopstand is het 88ste verhaal uit de Bommelsaga, geschreven en getekend door Marten Toonder. Het verhaal verscheen voor het eerst op 13 februari 1960 en liep tot 14 april van dat jaar.

## Samenvatting
Heer Bommel wordt per abuis lid van een terreurbeweging, de Beweging der Opstandige Heren. Zij zijn tegen gelijke rechten voor iedereen, vermommen zich, en plegen vele aanslagen. Heer Bommel wordt als het ware ongemerkt en ongewild lid, dader en voorzitter. Blijkbaar ongezien door de andere bendeleden, want als ze dat uiteindelijk te weten komen blijkt dat heer Bommel door hen zeker niet voor een heer aangezien wordt. Dat is het begin van het einde. Wie er verder lid was wordt niet onthuld, maar daar het plan bestond om ook het "wansmakelijke" Bommelstein op te blazen, geeft dat te denken.

## Hoorspel
- De herenopstand in het Bommelhoorspel